# Grindafjorden
Grindafjorden (også skrevet Grindefjorden)
er en del af fjordsystemet Hervikfjorden/Skjoldafjorden i Tysvær og Vindafjord kommuner i Rogaland fylke i Norge. Fjordsystemet er en fjordarm af Boknafjorden og Grindafjorden er den inderste af disse tre fjorde. Den har en længde på omtrent 10 kilometer, men fra indløbet til Hervikfjorden og til bunden af Grindefjorden er afstanden omtrent 38 kilometer. 
Fjorden har indløb vest for Nesøya i Skjoldafjorden ved Vestråklubben. Fjorden går først næsten stik mod syd (Skjoldafjorden i øst går mod nord). Omkring halvvejs inde i fjorden, ved bygden Aukland, drejer fjorden mod nordvest og møder en række holme og skær. Her deler fjorden sig i to vige. Den nordlige vig hedder Vågsbotn og ligger ved bygden Våg. Den anden vig bliver regnet som selve Grindafjorden og går ind til bygden Grinde, hvor der ligger en stor campingplads. Grinde ligger lige nord for landsbyen Aksdal. 
Riksveg 515 går langs den sydlige del af fjorden og krydser Skjoldafjorden længere mod øst ved Skjoldastraumen. Langs vestsiden af fjorden går E39.